# P.F. Sloan
P.F. Sloan, född Philip Gary Schlein 18 september 1945 i New York, död 15 november 2015 i Los Angeles, Kalifornien, var en amerikansk låtskrivare och sångare. Under åren 1964–1967 stod han bakom ett antal hitlåtar som nådde placering med olika artister på Billboard Hot 100. Han var då anställd på skivbolaget Dunhill Records och samskrev flera av låtarna med Steve Barri.
Hans framgångsrikaste låt var "Eve of Destruction" i Barry McGuires version. Andra låtar han stod bakom var bland andra "A Must to Avoid" med Herman's Hermits, "You Baby" och "Let Me Be" med The Turtles, "Take Me for What I'm Worth" med The Searchers, "Where Were You When I Needed You" med The Grass Roots, och "Secret Agent Man" med Johnny Rivers. Hans enda låt att nå framgång som han gjorde under det egna artistnamnet var "The Sins of a Family" som nådde plats 87 på Billboardlistan 1965. Han släppte flera singlar och album, men framgångarna uteblev för dessa egna alster. Hans senaste album släpptes 2006 och innehöll nyinspelningar av hans kändaste kompositioner, tillsammans med helt nya låtar. Han avled 2015 i sviterna av cancer.

## Diskografi (urval)
Studioalbum
- Songs of Our Times (1965)
- Twelve More Songs (1966)
- Measure of Pleasure (1968)
- Raised on Records (1972)
- Serenade of the Seven Sisters (1994)
- Sailover (2006)
- My Beethoven (2014)